# براش پرایری (واشینگتن)
براش پرایری (به انگلیسی: Brush Prairie) یک منطقهٔ مسکونی در ایالات متحده آمریکا است که در شهرستان کلارک، واشینگتن واقع شده‌است. براش پرایری ۲۰٫۳ کیلومتر مربع مساحت و ۲٬۶۵۲ نفر جمعیت دارد و ۹۲ متر بالاتر از سطح دریا واقع شده‌است.